# Василий Ломаченко — Люк Кэмпбелл
Василий Ломаченко — Люк Кэмпбелл — профессиональный боксёрский 12-раундовый поединок в лёгком весе между двумя олимпийскими чемпионами по боксу: украинцем Василием Ломаченко — победителем Олимпийских игр 2008 (в весовой категории до 57 кг) и 2012 годов (в весовой категории до 60 кг) — и британцем Люком Кэмпбеллом — победителем Олимпийских игр 2012 года (в весовой категории до 56 кг). Бой проводился за титулы чемпиона мира по версиям World Boxing Association Super (WBA Super), World Boxing Council (WBC), World Boxing Organisation (WBO) и журнала The Ring. Чемпионские титулы по версиям WBA Super, WBO и The Ring принадлежали Василию Ломаченко, а титул WBC был вакантен. Поединок состоялся в ночь с 31 августа на 1 сентября 2019 года на стадионе The O2 Arena в Лондоне (Великобритания).

## Предыстория
Чемпион мира по версиям WBO/WBA в лёгком весе (до 61,2 кг) Василий Ломаченко в мае 2018 года завоевал титул WBA нокаутировав Хорхэ Линареса, затем в декабре этого же года объединил в своих руках титул и WBO победив по очкам Хосэ Педрасу. Сейчас выходит на бой за третий (вакантный) титул WBC. Так же на тот момент четвёртый титул (IBF) разыгрывался между Ричардом Комми и Теофимо Лопесом

## Взвешивание
Боксеры показали следующий вес:
Василий Ломаченко (13-1, 10 KO) — 61 кг
Люк Кэмпбелл (20-2, 16 KO) — 60,9 кг.

## Ход поединка
В ночь на первое сентября 2019 года в Лондоне (Англия, Великобритания) прошло боксёрское шоу, главным событием которого стал бой за титулы чемпиона мира по версиям WBC, WBA Super и WBO в лёгком весе между Василием Ломаченко (14-1, 10 KO) и британцем Люком Кэмпбеллом (20-2, 16 KO). Первый раунд прошёл в разведке, бойцы изучали друг друга и были осторожны. Кэмпбелл пытался пользоваться своим преимуществом в антропометрии, а именно в росте и размахе рук. Британец пытался держать Ломаченко на передней руке и не подпускать его на среднюю дистанцию. В третьем раунде чемпион начал «пристреливаться». Василий провёл ряд результативных атак, при этом не пропуская контратаки соперника. Начиная с четвёртой трёхминутки, Ломаченко ускорил темп и начал работать в излюбленной манере. Он действовал комбинационно, нанося удары под разными углами по этажам, и после каждой атаки уходил в сторону. В конце пятого раунда Ломаченко зажал британца у канатов, пробил затяжную серию ударов и только гонг спас Кэмпбелла. Хозяин ринга редко попадал по «Хайтеку», а если его одиночные удары оказывались точными, Ломаченко не оставался в долгу. Василий отвечал несколькими ударами на каждый выпад британца. Из раза в раз Кэмпбелл пропускал джеб от украинца, он так и не смог подстроиться к этому удару. В одиннадцатом раунде Ломаченко отправил соперника в нокдаун, нанеся несколько ударов по корпусу. Люк поднялся и с трудом достоял до конца раунда, спасаясь в клинче. В заключительном раунде Люк вновь был на грани досрочного поражения, но он решил прибегнуть к борцовскому приёму и провести тейкдаун, чтобы выиграть несколько секунд на восстановление.
Победа Ломаченко единогласным решением судей: 119—108 (дважды) и 118—109. Таким образом Василий завоевал титул чемпиона по версии WBC и объединил 3 пояса — WBA Super, WBC и WBO.

## Статистика ударов
Согласно статистике, за время поединка украинец выбросил 527 ударов, из них 211 достигли цели, по данным CompuBox. В то время, как Кэмпбелл совершил 420 ударов, из которых точными были 131. Преимущество Ломаченко ощущалось и в джебах (75 на 44) и в силовых ударах (136 - 87).

## После боя
В конце октября 2018 года на 57-м Конгрессе WBC в Канкуне (Мексика) организация объявила о переводе Василия во «франчайзинговые» чемпионы, а вот американец Девин Хэйни (23-0, 15 КО) —  переведён из статуса «временного» чемпиона в чемпионы полноценные. 15 декабря 2018 года чемпион мира по версии IBF Ричард Комми (29-3, 26 KO) из Ганы был нокаутирован во втором раунде и потерял титул сразившись с обязательным претендентом Теофимо Лопесом (15-0, 12 KO). Дорога к объединительному бою с Ломаченко за четыре основных пояса была открыта.